# Old (Northamptonshire)
Old – wieś w Anglii, w hrabstwie Northamptonshire, w dystrykcie (unitary authority) West Northamptonshire. Leży 14 km na północ od miasta Northampton i 107 km na północny zachód od Londynu. Miejscowość liczy 308 mieszkańców.